# Georges Papy
Georges Léopold Anatole Papy (Anderlecht, 4 de noviembre de 1920 - Bélgica, 11 de noviembre de 2011) fue un matemático belga. Junto a su esposa Frédérique Papy-Lenger (1921-2005), trabajó en la reforma de la pedagogía de las matemáticas desde mediados de los años 1950.
Georges Papy se doctoró en matemática en la Universidad Libre de Bruselas y pronto enseñó allí y en otras universidades extranjeras. Consagrado a la reforma de la enseñanza de la matemática en la escuela secundaria, desde 1961 dirigió el Centro Belga de Pedagogía de la Matemática.
Si bien los temas expuestos en esta obra son de gran trascendencia en la matemática moderna, su mérito fundamental consiste en el uso de recursos pedagógicos novedosos que hacen más accesible la materia. 
Se destaca el minicomputador de Papy (MIC) como sistema de representación y la conexión que hace entre este material didáctico y la comprensión por parte de los niños de las estructuras multiplicativas y aditivas. El minicomputador de Papy ha sido utilizado en el Colegio Refous de Cota, Colombia. Estos trabajos fueron dirigidos por Roland Jeangros con el apoyo del Grupo Nicosuba y compartidos por docentes de escuelas normales en los encuentros que organiza el colegio.

## Escritos
- Mathématique moderne 1 (1963), éd. Didier
- Mathématique moderne 2 - Nombres réels et vectoriel plan (1965), éd. Didier
- Mathématique moderne 5 - Arithmétique (1966), éd. Didier
- Mathématique moderne 6 - Géométrie plane (1967), éd. Didier
- Mathématique moderne 3 - Voici Euclide (1967), éd. Didier
- Mathématique moderne 4, version manuscrita, no publicada
- L’Enfant et les Graphes (1969), éd. Didier
- Minicomputer (1969), éd. Ivac, Bruxelles, 186 p.